# Besahe
Besahe ist eine osttimoresische Aldeia im Suco Mantelolão (Verwaltungsamt Metinaro, Gemeinde Dili). 2015 lebten in der Aldeia 462 Menschen.

## Geographie und Einrichtungen
Besahe liegt im Nordwesten des Sucos Mantelolão. Im Süden befindet sich die Aldeia Manularan und im Südosten die Aldeia Birahu Matan. Die Grenze zu Birahu Matan bildet der Aiscahe, der nur in der Regenzeit Wasser führt. Im Westen grenzt Besahe an den Suco Sabuli und im Norden an den Suco Wenunuc.
Das Dorf Besahe liegt am Ufer des Aiscahe, im Osten der Aldeia. Eine Straße verbindet das Dorf mit Metinaro im Norden. In Besahe befinden sich die Grundschule Besahe sowie eine medizinische Station und der Sitz des Sucos Mantelolão.
Das Zentrum und der Westen der Aldeia sind unbesiedelt.